# Stella Valdensis
Stella Valdensis est une société d'étudiants mixte et apolitique basée à Lausanne en Suisse, fondée le 5 décembre 1857 par les élèves de l’École spéciale de Lausanne (aujourd'hui École polytechnique fédérale de Lausanne).
Elle a pour but de créer entre ses membres des liens de camaraderie et d'amitié, et de développer leurs facultés intellectuelles par la culture des lettres, des sciences et des arts. La société tient régulièrement des réunions (stamm) le vendredi soir à la Maison de Stella au Flon. Des événements publics (conférences, soirées étudiantes, sorties, etc.) sont également organisés durant le semestre.
La société a essentiellement compté des ingénieurs et des scientifiques dans ses rangs, parmi eux, Alexandre Yersin, chercheur ayant découvert le bacille de la peste et Rodolphe Archibald Reiss, pionnier dans le domaine de la police scientifique et de la criminalistique moderne. Ces derniers ont été des membres célèbres et très actifs dans la société de par leur engagement et les « travaux » scientifiques qu'ils exposaient.
Les couleurs de la société sont blanc, bleu, blanc avec liseré bleu et or, étoile bleue sur casquette blanche.

## Histoire

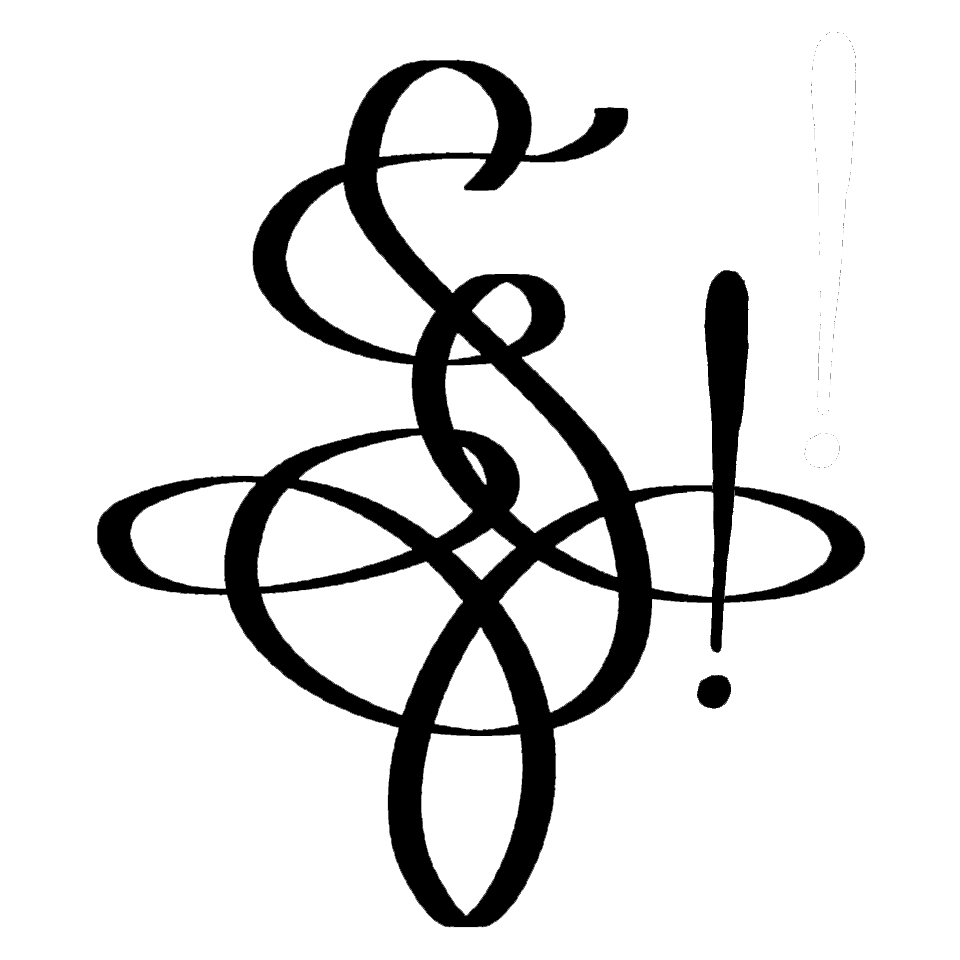
Zirkel de Stella Valdensis formant les lettres VCFS signifiant Vivat Crescat Floreat Stella (Que vive, que croisse, que fleurisse Stella)

### Fondation
Dans les premiers jours du mois décembre 1857, quelques élèves de l'école spéciale (aujourd'hui École Polytechnique Fédérale de Lausanne), voyant le moment favorable pour la fondation d'une société, invitèrent tous les élèves de l'école à se réunir à Ouchy le samedi 5 décembre 1857 afin d'y entendre d'importantes communications. Après délibération la fondation d'une société d'étudiants fut décidé à une large majorité.
« Nous comprenons la responsabilité dont vous nous avez chargés et nous et nous ne nous dissimulons point les difficultés de notre tâche, mais nous l'acceptons avec joie parce que nous savons que nous n'avons point à soutenir une œuvre chancelante, mais une œuvre que chacun de nous aime par avance et qu'il saura faire respecter par tous les moyens qui ont en son pouvoir.
On a vu souvent, parmi nous, des jeunes gens se réunir pour s'occuper de littérature, pour chercher à imiter et pour approfondir les œuvres des génies qui ont illustré la Suisse et la France ; On a vu aussi des sociétés fondées pour encourager et pour faciliter les investigations dans diverses branches de la sciences, mais on en a peu vu qui se proposassent simultanément l'étude des sciences et la culture des lettres.
Notre société se trouve dans une position toute particulière et c'est à son existence plus ou moins longue que l'on jugera de la comptabilité qui peut exister entre les applications de l'industrie et l'étude des lettres.
Vous avez sans doute entendu dire que nos préoccupations habituelles avaient sur le cœur une influence funeste, qu'elle éloignaient des idées élevées, qu'elles détournaient de pensées généreuses qui doivent sans cesse occuper le cœur humain.
Eh bien! Notre société se propose un noble but, celui de montrer que nous études n'étouffent point ces sentiments qui sont la parure des jeunes hommes, mais qu'elles ne pousseront jamais à l'égoïsme et au matérialisme.
Chers amis!
En fondant notre société nous n'avons point voulu y admettre seulement nous camarades d'école, nous l'avons ouverte avec empressement aux étudiants qui voudront bien s'unir à nous. C'est là la meilleure preuve que nous avons voulu créer une société utile et de long avenir.(...)
L'écrivain sérieux, l'auteur de spirituelles nouvelles, le gracieux poète affirmeront que c'est en travaillant au milieu de leurs camarades que leurs talents se sont révélés et qu'ils ont commencé à cultiver les plantes délicates qui devaient répandre sur leurs concitoyens leurs fruits immortels.(...)
Le Providence nous a fait naître dans un pays où le mot liberté n'est pas un vain mot et dans un siècle où s'accomplissent les plus grandes merveilles de l'industrie.
Ce sont là, mes chers amis, des avantages inappréciables, mais ce sont aussi des talents dont il faudra rendre compte.
Patrie et science obligent ! » 
Discours du 1er Président de Stella Valdensis, Emile Chavannes le 17 décembre 1857.
La devise adoptée quelque temps plus tard fut « Amitié - Travail » car elle exprime les buts de Stella : L'amitié est ce que l'on recherche en premier lieu en entrant dans la société ; le travail, c'est également ce que les fondateurs ont désiré en proposant « l'étude des sciences et la culture des lettres ».

#### Contexte historique
« Un événement historique politique avait provoqué cette fondation. En 1856, dans la nuit du 2 au 3 septembre, des éléments royalistes neuchâtelois avaient à nouveau tenté de s'emparer du pouvoir dans ce canton et de renverser le gouvernement républicain établi en 1848. L'affaire échoua et les meneurs furent incarcérés. Le roi de Prusse qui n'avait pas renoncé à ses prétentions sur la principauté de Neuchâtel rompit ses relations diplomatiques avec la Suisse. On mobilisa des troupes sous les ordres de Guillaume-Henri Dufour et c'est à cette occasion que Frédéric Amiel composa le chant intitulé « Roulez tambours ! ». Des corps de volontaires se constituèrent dans tout le pays et les étudiants ne furent pas les derniers à s'adonner aux exercices martiaux. À Lausanne, les Zofingiens avaient organisé une « Légion académique » qui accueillait tous les étudiants sans distinction d'opinion ainsi que les gymnasiens et les élèves de l'École spéciale auxquels on refusait l'appellation d'étudiants.
On était alors aux débuts du développement des chemins de fer en Suisse, et la Suisse romande manquait cruellement des ingénieurs qui auraient pu maîtriser ce problème nouveau. C'est la raison pour laquelle fut créée en 1848 une École spéciale destinée à former des ingénieurs en ponts et chaussées et en chemins de fer. Cette école, que ceux qui la fréquentaient appelaient « La Tech. » (aujourd'hui École Polytechnique Fédérale de Lausanne), connut rapidement un succès certain. Les étudiants-ingénieurs étaient toutefois regardés avec dédain par ceux de l'Académie et ne pouvaient entrer dans les sociétés d'étudiants.
Après que se furent calmés les élans héroïques provoqués par l'affaire neuchâteloise, la légion académique fut dissoute. Toutefois les élèves de l'École spéciale avaient pris l'habitude de se retrouver en dehors des cours et décidèrent de donner une suite durable à ces rencontres en fondant leur propre société. On pensa tout d'abord baptiser la nouvelle société « Adventicum » avec l'intention d'organiser chaque printemps une réunion dans cette ville helvète, à l'instar des Zofingiens qui se réunissaient chaque année à Zofingue. On abandonna bientôt cette idée pour le nom de « Stella ». Conséquence de l'ostracisme des sociétés académiques, Stella, en adoptant un patronyme latin affirmait son désir d'être ouverte aux étudiants de toutes les facultés et, se refusant à privilégier les disciplines techniques, elle annonçait clairement ses objectifs littéraires et culturels. Ce sont toutefois les ingénieurs qui formeront le plus clair de ses troupes pendant les premières années de son activité.
« À la différence des sociétés universitaires plus anciennes, Stella admit dès ses débuts les étudiants d'origine étrangère et le livre d'or des premières années mentionne déjà des patronymes aux consonances étrangères : Hansen (1857), Davidson et Blackburn (1863), Aruda (1864) ou Sczeniowski en 1870. Ces partis-pris d'ouverture se confirmeront tout au long de l'histoire stellienne. Aux heures sombres où la Suisse n'échappait pas à l'antisémitisme, Stella resta une société à l'écart des conflits raciaux. Aujourd'hui, Stella est la première société à admettre les candidatures féminines. » (Extrait de la Revue Stellienne no 272, de novembre 1991)

## Organisation
La société est une association au sens des articles 60 et suivants du Code civil suisse. Les membres sont divisés en « Burschen » (membres confirmés) et « Füchsen » (nouveaux) selon le modèle des « Studentenverbindungen ». Une fois leurs études terminées, les membres peuvent s’ils le désirent rejoindre la Société des Vieux-Stelliens vaudois afin de rester en contact avec leurs anciens camarades. 

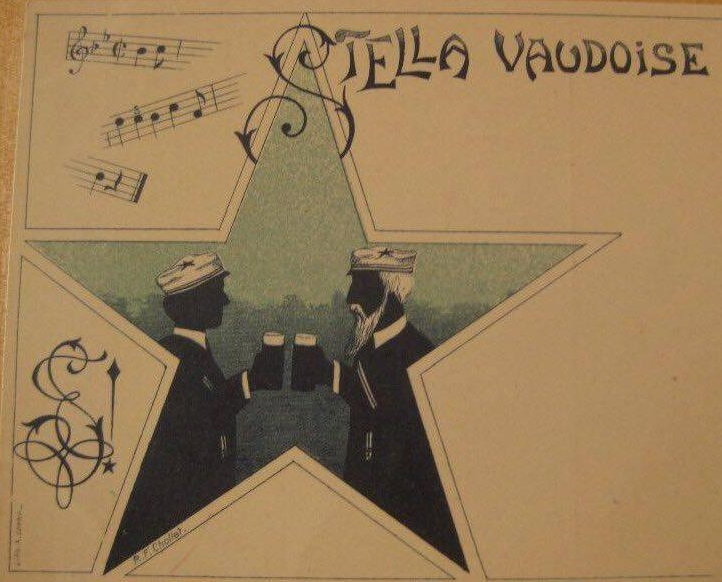
Ici un jeune stellien trinquant avec un vieux stellien, symbole de liens intergénérationnels rendus possibles grâce à l'existence de la société.

## Maison de Stella
L'association tient la majorité de ses activités à la « Maison de Stella » tenu par la coopérative de la Maison de Stella crée en 1928. La Maison a été inaugurée en 1929.

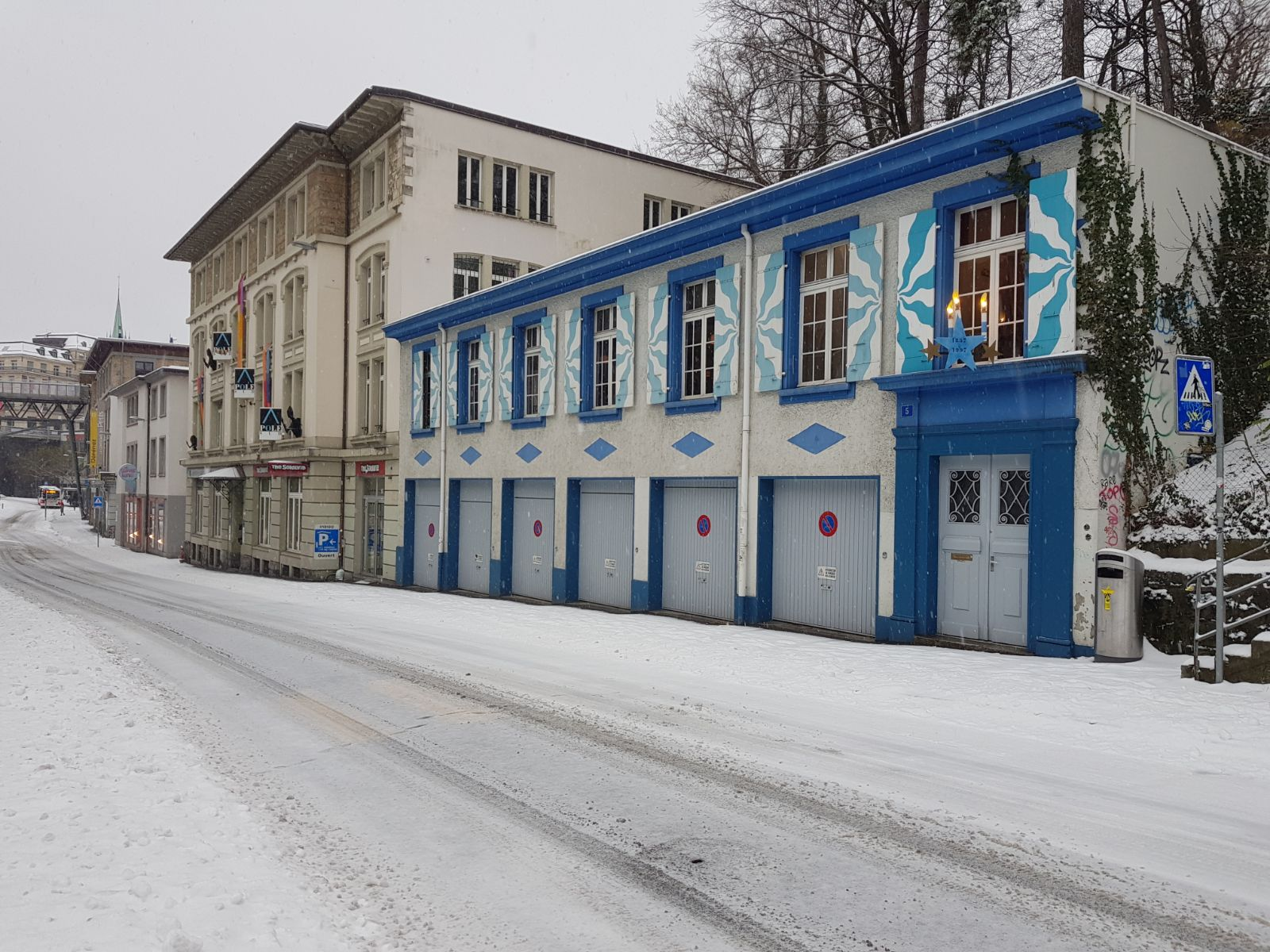
Maison de Stella dans le quartier du Flon à Lausanne.